# 法爾菲里厄斯 (德克薩斯州)
法爾菲里厄斯（英語：Falfurrias）是一個位於美國德克薩斯州布魯克斯縣的城市。根據2010年美國人口普查，該地共人口4981人，而該地的面積約為7.40平方千米。同時該地也是布魯克斯縣的縣治。

## 地理
法爾菲里厄斯的座標為27°13′36″N 98°08′42″W / 27.22667°N 98.14500°W，而該地的平均海拔高度為35米（即115英尺）。